# Matilda Brabantska, holandska grofica
Matilda Brabantska (Mathilde/Machteld; oko 1200. – 22. prosinca 1267.) bila je holandska grofica i regentica 1234. – 1235.
Kći Henrika I. Brabantskog i njegove supruge Matilde Bulonjske, Matilda Brabantska bila je dvaput u braku: prvo se udala za Henrika VI., grofa palatina Porajnja, a zatim za Florisa IV. Holandskog.
Floris i Matilda, vjenčani 6. prosinca 1224. godine, dobili su djecu:
- Vilim II. Holandski
- Floris de Voogd, holandski regent
- Adelajda Holandska
- Margareta Holandska, grofica Henneberga